# Brachynema
Brachynema es un género de plantas con flores con cuatro especies pertenecientes a la familia de las olacáceas.

## Especies
- Brachynema axillare R.Duno & P.E.Berry
- Brachynema ferruginea Griff.
- Brachynema ornans F.Muell.
- Brachynema ramiflorum Benth.